# Город окружного значения
Город окружного значения (подчинения) в составе автономного округа является самостоятельной административной единицей субъекта федерации, наравне с районами, и подчиняется непосредственно администрации субъекта РФ.
Город окружного значения (подчинения) в составе административного округа относится к виду город районного значения (подчинения).

## История
Города окружного подчинения сформировались в 1917—1931 гг. в Советской России и в дальнейшем в СССР в процессе административно-территориальных преобразований, в эту категорию определялись административные центры округов, национальных (автономных) округов и некоторые другие города.
После 1953 года округа, за исключением национальных округов в РСФСР, были упразднены. В 1977 году национальные округа были преобразованы в автономные.
В 2000-х некоторые автономные округа были преобразованы в административно-территориальные единицы с особым статусом округа и районы в составе краёв и областей, соответственно, два города окружного значения были переведены в категорию краевого и районного значения (подчинения).
В Тверской области с 2012 года организованы административно-территориальные единицы округа и входящие в их состав города окружного значения:
- округ — административно-территориальная единица, границы которой совпадают с границами муниципального образования, наделённого в соответствии с законодательством статусом городского округа или муниципального округа, имеющая в пределах границы своей территории одну или несколько территориальных единиц,
- город окружного значения — город, входящий в состав территории одного из городских округов или муниципальных округов области[2][3].

Законодательством Нижегородской области предусмотрена административно-территориальная единица городской округ (нормы закона в отношении города областного значения применяются в отношении городского округа, если иное не предусмотрено законом), соответственно, город окружного значения относится к виду административно-территориального образования — город районного значения — и является внутригородским районом городского округа.

## Список бывших городов и посёлков городского типа краевого подчинения (значения) РСФСР и Российской Федерации
| Город       | Субъект РСФСР/РФ                      | Годы      | Статус после преобразования |
| ----------- | ------------------------------------- | --------- | --------------------------- |
| пгт Амдерма | Ненецкий АО                           | ?—2004    | Сельский населённый пункт.  |
| Дудинка     | Таймырский (Долгано-Ненецкий) НО (АО) | 1951—2007 | Город районного значения.   |
| Кудымкар    | Коми-Пермяцкий НО (АО)                | 1938—2005 | Город краевого подчинения.  |